# Корм, Шарль
Шарль Корм (фр. Charles Corm, 4 марта 1894, Бейрут — 19 сентября 1963, Бейрут) — ливанский писатель, промышленник и филантроп. Он считается лидером финикийского движения в Ливане, спровоцировавшего всплеск национализма, который привёл к независимости Ливана. В стране, раздираемой религиозными конфликтами, Корм намеревался найти общий корень, который разделяют все ливанцы, помимо их религиозных убеждений. В возрасте 40 лет он оставил успешную бизнес-империю, чтобы посвятить своё время поэзии и писательству.
За свою жизнь Корм получил более сотни международных литературных и нелитературных наград и премий, к их числу относятся: Международная поэтическая премия Эдгара Аллана По 1934 года, Почётный гражданин Нью-Йорка (США), кавалер Американской международной академии (США), кавалер ордена «За человеческие заслуги» (Швейцария), кавалер Итальянского академического ордена (Италия), кавалер Национального ордена Кедра (Ливан), кавалер Общества французских поэтов (Франция), член Королевского общества (Англия) и Почётная медаль Французской академии 1950 года (Франция).

## Писатель
Хотя большинство ливанских авторов того времени писали на арабском языке, Корм в основном писал на французском языке. Одним из его главных интеллектуальных вкладов является La Revue Phénicienne, издание, которое он основал в июле 1919 года, в нём приняли участие многие писатели, такие как Мишель Шиа и Саид Акл, и оно вдохновило Ливан на независимость. Рушди Маалуф, отец члена Французской академии и франкоязычного писателя Амина Маалуфа, писал: «Шарль был первым, кто показал нам, как любить Ливан, как воспевать и восхвалять Ливан, как хвалить и защищать Ливан и как стать мастерами-строителями этого Ливана».
Корм считается одним из самых влиятельных и награждённых писателей Ближнего Востока. Его La Montagne Inspirée («Священная гора») принесла ему Международную поэтическую премию Эдгара Аллана По в 1934 году. Кроме того, Корм, чей отец Дауд Корм был учителем и наставником молодого Халиля Джебрана, был переводчиком на французский англоязычного шедевра Джебрана «Пророк».

## Промышленник
После окончания учёбы в возрасте 18 лет Корм отправился в Нью-Йорк, где снял небольшой офис на Уолл-стрит для ведения импортно-экспортного бизнеса. Вскоре после этого Шарль Корм добился встречи с бизнес-магнатом Генри Фордом, самым богатым человеком в мире на тот момент. После встречи Корм обеспечил себе представительство Ford Motor Company во всём регионе Большого Ближнего Востока в то время, когда Ford Motor Company была единственным производителем автомобилей в мире. На пике своего развития бизнес-империя Корма, объединённая в компанию «Charles Corm and Co.», была первой и крупнейшей транснациональной корпорацией на Ближнем Востоке, в которой работали тысячи мужчин и женщин от Турции до Ирана. Его предприятия стали источником существования тысяч семей и способствовали развитию инфраструктуры и сетей автомобильных, железных дорог и мостов во многих странах.
В 1928 году он, не имея формального архитектурного образования, спроектировал штаб-квартиру Ford Motor Company на Ближнем Востоке, позже получившую название «Здание и сады Корма». Здание было построено в 1929 году в Бейруте и позже стало домом семьи Корм. До 1967 года это был первый небоскрёб на Ближнем Востоке и самое высокое сооружение в Ливане. Отражая экологические чувствования Шарля Корма, возникшие задолго до того, как этот термин стал нести современный социальный и идеологический оттенок, сады здания площадью 14 000 м² (крупнейшие частные сады в Бейруте) содержат множество художественных и археологических реликвий, а также экзотические деревья и редкие растения.
Заработав богатство, человек, которого называли «упрямым магнатом», по случаю своего 40-летия решил посвятить жизнь литературе и филантропии.

## Филантроп
Корм помог профинансировать несколько государственных зданий и организаций Ливана, включая Ливанский парламент, Национальный музей, Национальную библиотеку и другие государственные и культурные достопримечательности в то время, когда зарождающемуся ливанскому государству не хватало средств, когда Ливан ещё не так давно стал независимым от своего статуса французского мандата. Он также лично финансировал ливанский павильон на Всемирной выставке 1939 года в Нью-Йорке, за что мэр Ла Гуардия присвоил ему звание Почётного гражданина Нью-Йорка, что является высшей наградой, присуждаемой городом.
Близкий друг Корма Саид Акл отметил: «Шарль не только был направляющей силой независимости Ливана, он также помог заложить конституционные основы Ливана и потратил свои собственные деньги на создание политических, социальных и культурных ориентиров, необходимых для поддержки нашего видения Ливана. В те годы мне казалось совершенно очевидным, что Шарля не особо заботили деньги. Скорее, глубокое чувство преданности тому, что он любил, наградило его выдающимся успехом как в бизнесе, так и в литературе».

## Личная жизнь
Шарль Корм родился в 1894 году в Бейруте, Ливан, в семье известного ливанского художника Дауда Корма. Окончил восточный факультет Университета Святого Иосифа с отличием. В 1912 году, в возрасте 18 лет, он отправился в Нью-Йорк. Чтобы выжить, он открыл на Бродвее бизнес по импорту/экспорту. Поскольку его первым языком был французский, он решительно посещал одно и то же бродвейское шоу снова и снова, пока не освоил основы нью-йоркского английского. В 1934 году, в возрасте 40 лет, он оставил бизнес и занялся литературой и благотворительностью. Благодаря исключительному успеху в бизнесе, а затем и признанным литературным начинаниям, Корм имел впечатляющую международную сеть контактов. По словам Рушди Маалуфа, «Шарль обладал удивительной способностью с одинаковой лёгкостью дружить с самыми разными людьми. Временами казалось, что нет никого, кого бы он не знал. Это дало ему огромное влияние в бизнесе, литературе и политике. Занимаясь бизнесом или искусством, Шарль посвятил свою жизнь наведению мощных мостов между Ливаном, который в то время часто называли Парижем Ближнего Востока, и Западом».
Ещё в золотые годы Бейрута Рушди Маалуф также отметил, что для художников, интеллектуалов, бизнесменов, политических и культурных деятелей, впервые посещающих Ливан, не было ничего необычного в том, что Шарль Корм и его дом, где проходили грандиозные вечеринки, были в их маршрутах людей и мест, которые стоит увидеть: «они посещали Ливан в поисках Шарля Корма так же, как некоторые из нас могут посетить Афины, чтобы увидеть Акрополь. Это почитание, которое многие, как ливанцы, так и иностранцы, питали к Шарлю Корму, и оно так присутствует в его загадочности».
Большую часть своей жизни Шарль Корм был закоренелым холостяком и наконец в 1935 году он женился на Самии Баруди. Самия Баруди была Мисс Ливан и заняла второе место на конкурсе Мисс Вселенная 1934 года в Нью-Йорке. У Шарля Корма и его жены Самии родилось четверо детей: Давид, Хирам, Виржини и Мадлен.
Помимо своего богатого литературного наследия, которое сейчас можно найти в большинстве библиотек и университетов по всему миру, Шарль Корм оставил одно из самых значительных состояний в регионе.